# Amomum warburgianum
Amomum warburgianum är en enhjärtbladig växtart som beskrevs av Karl Moritz Schumann och Carl Karl Adolf Georg Lauterbach. Amomum warburgianum ingår i släktet Amomum och familjen Zingiberaceae.
Artens utbredningsområde är Papua Nya Guinea. Inga underarter finns listade i Catalogue of Life.